# La Ondo de Esperanto
A La Ondo de Esperanto egy eszperantó nyelvű, havonta megjelenő folyóirat volt. Oroszországban szerkesztették, Lengyelországban nyomtatták és Litvániából értékesítték. Ez a magazin volt az egyik legnépszerűbb eszperantó újság, 1998 óta minden évben bemutatta az év eszperantistáját. Az újság évente megrendezte a „Lira irodalmi versenyt” és 1998 óta egy nemzetközi fotópályázatot is. Ezenkívül megjelent a folyóirat külön, átfogó és szakmailag rendezett online kiadása, a La Balta Ondo. 2008 óta a Rádió eszperantó podcast is megjelenik, a nyomtatott magazin válogatott szövegeivel, tematikus műsorokkal irodalomról, történelemről és zenéről.

## Története
A La Ondo de Esperanto egy eszperantó nyelvű folyóirat volt, amelyet az Orosz Föderációban adtak ki. Eleinte Moszkvában - 1909 februárja és 1917 májusa között - jelent meg. 1991-ben a Kalinyingrádban található Seasons megrefolmálta a kiadást. 1991-1997-ig a magazin évente 6 alkalommal, majd havonta jelent meg. Az újság szerkesztői Alekszandr Korzsenkov, valamint Halina Gorecka kiadó és adminisztrátor volt. 2007 óta a magazin PDF formátumban olvasható, és 2016 márciusában javasolták az EPUB formátum hozzáadását. 2017-től a magazin már csak elektronikus formában jelent meg. 2019. szeptember végén bejelentették a La Ondo de Esperanto kiadásának leállítását, az utolsó kiadás 2019. december 30-ra esett.

## Fordítás
- Ez a szócikk részben vagy egészben  a   La Ondo de Esperanto című eszperantó Wikipédia-szócikk ezen változatának fordításán alapul.  Az eredeti cikk szerkesztőit annak laptörténete sorolja fel. Ez a jelzés csupán a megfogalmazás eredetét és a szerzői jogokat jelzi, nem szolgál a cikkben szereplő információk forrásmegjelöléseként.